# Fredrikstad/Sarpsborg
Fredrikstad/Sarpsborg är, med 118 992 invånare 2022, Norges femte största tätort. Den är dubbelkärnig och består av de båda sammanväxta städerna Fredrikstad och Sarpsborg. Av befolkningen bor 70 161 i Fredrikstads kommun och 48 831 i Sarpsborgs kommun, båda i Østfold fylke.

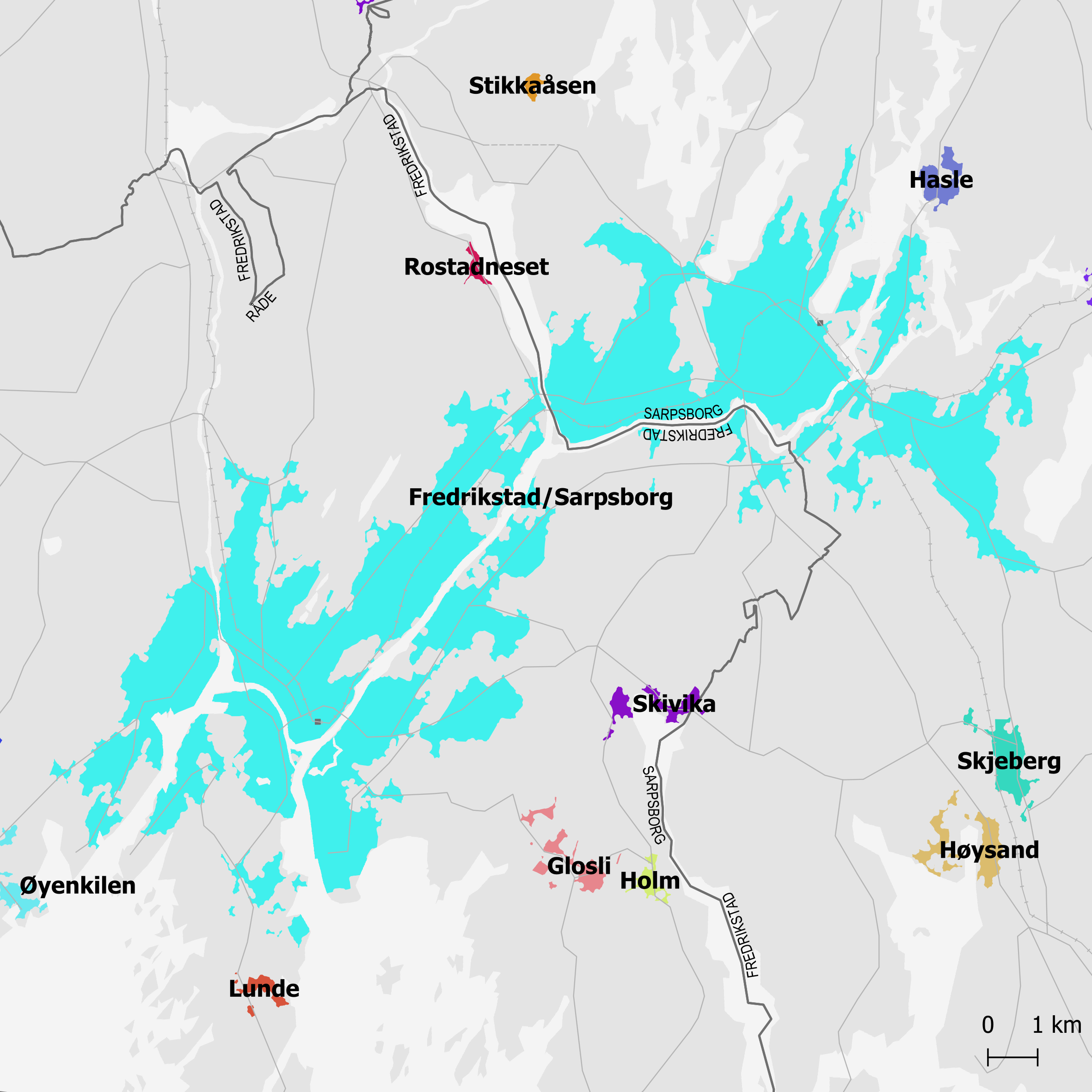
Karta över tätorten Fredrikstad/Sarpsborg.